# Onoz (Jemeppe-sur-Sambre)
Pour les articles homonymes, voir Onoz.
Onoz (en wallon Ôno) est une section de la commune belge de Jemeppe-sur-Sambre située en Région wallonne dans la province de Namur.
C'était une commune à part entière avant la fusion des communes de 1977.

## Évolution démographique
- Source: DGS, 1831 à 1970=recensements population, 1976= habitants au 31 décembre

## Histoire
Onoz invite aussi à des souvenirs plus lointains : en descendant tranquillement les bords de l’Orneau, on arrive là où l'on découvrit l'Homme de Spy, dans une grotte dont les abords ont été aménagés pour les touristes.

## Patrimoine et culture

### Patrimoine architectural
Ce village est connu pour son château de Mielmont édifié au XIIe siècle, qui est accroché comme un nid d'aigle à l'éperon rocheux qui domine la vallée. Le centre du village est bucolique, avec un ancien moulin et une petite église.
- Eglise Saint-Martin. Construite en deux temps en style classique par le chapitre noble de Moustier dans le deuxième tiers du XVIIIe siècle[1].
- Ancien moulin, situé au bord de l'Orneau, il est cité pour la première fois au début du XVe siècle et rebâti dans la première moitié du XVIIe siècle[2].
- Château de Mielmont. Situé sur un éperon rocheux dominant la vallée de l'Orneau, ancien siège d'une seigneurie hautaine de Namur cité en 1125 comme propriété de Renier de Merlemont construit à la frontière de l'ancien duché de Brabant. A partir du milieu du  XIVe siècle est la propriété successive des Merlemont, Dave, des Sainte-Aldegonde au XVIIe siècle, des Roose de Leeuw et Coloma au XVIIIe siècle, et depuis 1831 des Beauffort[3].

## Économie

### Tourisme

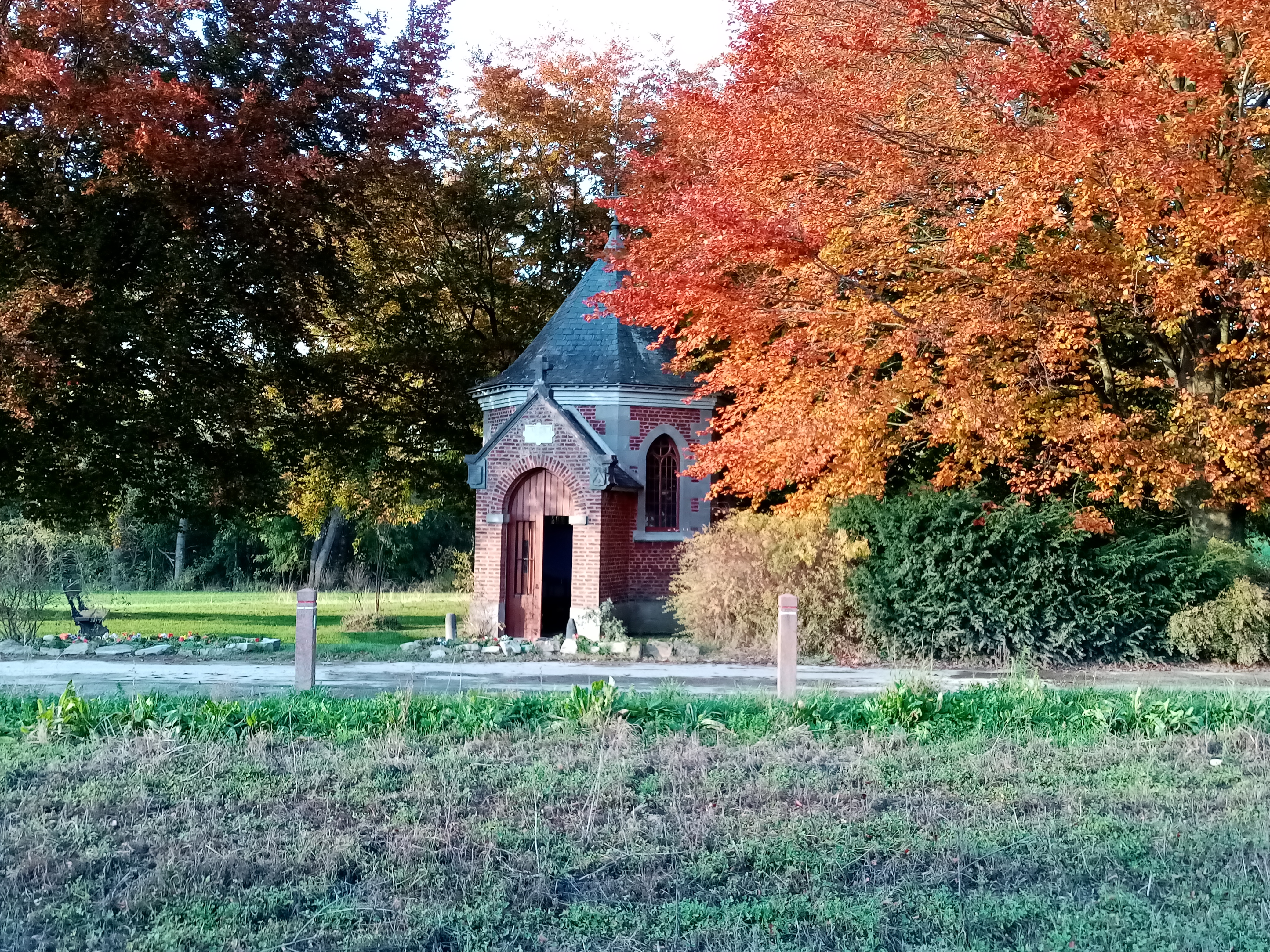
La chapelle Mont Serrat.

L’Office du Tourisme ouvert en 2011 est situé dans un bâtiment d’architecture mosane à colombages (construit en 1906 et classé en 2004) qui servait de station de captage à proximité de la grotte de l'Homme de Spy. En 2011, un centre d’interprétation a été également été ouvert abritant les ossements de l'Homme de Spy. Ce nouvel espace est installé à l'arrière du bâtiment où se trouvaient les anciens ateliers de pompage sur une superficie de 250 m2. Divers aspects y sont abordés : la découverte des ossements en 1886, les aspects culturels et spirituels des Néandertaliens ainsi que l'environnement dans lequel ils évoluaient.

## Personnalités d'Onoz
- Albert-Ghislain-Marie, Marquis de Beauffort (Meise le 20 septembre 1834 et mort à Bruxelles-ville le 6 juillet 1914 ) est un homme politique belge.